# Ginnastica Triestina (féminin)
Le Ginnastica Triestina, est un club féminin italien de basket-ball appartenant autrefois à l'élite du championnat italien. Le club, basé dans la ville de Trieste, est aujourd'hui en Serie B d'Eccellenza, soit la 3e division.
La section masculine a aussi connu la gloire de l'élite.

## Palmarès
- Champion d'Italie : (4) 1930, 1931, 1956, 1957